# Enrique Benito Chávarri
Enrique Benito Chávarri y Guijarro (Guadalajara, 1855-Madrid, 1916) fue un empresario y político español.

## Biografía
Nacido el 15 de julio de 1855 en Guadalajara, estudió la carrera de Farmacia, si bien terminó dedicándose al negocio del carbón.  En 1885 fue nombrado concejal del Ayuntamiento de Madrid, por el distrito de Matadero.  Entre 1887 y 1889 fue teniente alcalde de Hospicio y más adelante fue nombrado delegado del almacén de la villa.  Chávarri, que ocupó escaño de diputado en 1912 en las Cortes de la Restauración en sustitución de José María Esquerdo, falleció a mediados de noviembre de 1916 en Madrid. En Guadalajara se le dedicó el nombre de una calle, que anteriormente era conocida como «calle de San Bartolomé».